# Tizen
Tizen és un sistema operatiu basat en Linux per a ser utilitzat en aparells mòbils com telèfons intel·ligents, tauletes tàctils, aparells multimèdia per automòbils i televisors intel·ligents. Tizen és un projecte de la Fundació Linux dirigida per un grup tècnic que inclou la col·laboració d'empreses tecnològiques com ara Samsung i Intel.
El tizen tan sols ha estat incorporat en telèfons intel·ligents en el model Z1 i el model Z3 de Samsung.